# Абрам Безикович
Абрам Самойлович Безіко́вич (нар. 11 (23) січня 1891, Бердянськ — 2 листопада 1970, Кембридж (Велика Британія) — британський математик караїмського походження.

## Біографія
Навчався у Петербурзькому університеті.
Наукову кар'єру майбутній математик розпочав у рідній «альма-матер». Ставши 1917 року приват-доцентом Петроградського університету, А. Безікович був направлений до Пермського університету, де працював професором кафедри математики. У розпал громадянської війни молодий математик зумів спростувати (розв'язати) гіпотезу японського вченого Какейя. Через все життя А. Безікович проніс любов до складних і красивих («олімпіадних») математичних задач. Сам називав себе експертом з математичної «патології». Досить було йому піддати сумніву правильність якоїсь гіпотези, вчений не заспокоювався, аж поки йому не вдавалося змоделювати контрприклад.
1920 року Рада Пермського університету вирішила направити вченого в наукове відрядження до Москви, Петрограду та за кордон. Але А. Безіковичу вдалося дістатися лише до Петрограду, де він став викладати в місцевих університеті та педагогічному інституті. Проте мрію про наукове відрядження за кордон він не забув. Один з авторитетних петроградських педагогів відправив наукові праці А. Безіковича відомим європейським математикам: у Данію Гаральду Бору (брату фізика Нільса Бора), у Голландію Н. ван дер Корпуту та у Велику Британію Джону Літлвуду і Г. Харді. Оцінки останніх були дуже високими. А. Безікович одержав Рокфеллерівську стипендію для наукових занять за кордоном. Але петроградська влада не дала йому дозволу на виїзд з СРСР. Вчений вирішив покинути батьківщину нелегально. 1924 року він разом з колегою Я. Тамаркіним по тонкому льоду перейшли кордон СРСР з Латвією. У Копенгагені А. Безікович на кошти Рокфеллерівської стипендії працював під керівництвом Х. Бора над дослідженнями в галузі квазіперіодичних функцій. З Данії А. Безікович вирушив до Великої Британії: спочатку працював у Оксфорді, а потім в університеті Ліверпуля. З 1927 року жив і працював у Кембріджі: лектор університету, завідувач кафедри математики (аж до виходу на пенсію в 1958 році).
Залишивши кафедру, А. Безікович не покинув викладацьку діяльність: читав лекції як запрошений професор у різних університетах США. У Станфордському університеті та Американському математичному товаристві вчений опублікував кілька наукових праць.

## Творчий набуток
Основний напрям математичних досліджень А. Безіковича — теорія майже періодичних функцій. Клас майже періодичних функцій, введений ним, носить ім'я Безіковича. Результати, одержані вченим у галузі пласкої топології, нині набули надзвичайного значення й ім'я Безіковича пов'язується з новітніми дослідженнями в цій галузі. Відкривач фрактальності (неідеальності: звивистості, хвилястості; поверхні об'єктів) математик Бенуа Мандельброт знайшов в арсеналі сучасної математики зручну кількісну міру неідеальності об'єктів, яку запропонували Фелікс Гаусдорф та Абрам Безікович. Відтепер вона заслужено носить імена своїх відкривачів — «розмірність Хаусдорфа-Безіковича».
Фрактальні властивості оточуючих нас об'єктів — не плід фантазії вчених. Наприклад, порівнюючи фрактальні розмірності складних сигналів, енцефалограм чи шумів у серці, медики здатні діагностувати деякі тяжкі захворювання на ранній стадії. Метеорологи навчилися визначати за фрактальністю зображення на екрані радара швидкість висхідних потоків у хмарах, що дозволяє зі значним упередженням видавати морякам та пілотам штормові попередження. Географи за допомогою знання теорії фрактальності мають змогу визначити протяжність берегової лінії континенту чи острова. Словом, з появою фракталів закінчилась доба спрощеного бачення природи. Вчені переконливо довели, що «світ влаштований не лише вигадливіше, ніж ми вважаємо, але й вигадливіше, ніж ми можемо передбачати».

## Відзнаки
1934 року А. Безікович був обраний членом Королівського наукового товариства. Серед відзнак А. Безіковича, зокрема, премія Д. Адамса Кембриджського університету (1930), медаль О. Де Моргана Лондонського математичного товариства (1950), медаль імені Дж. Сільвестра (1952).
На його честь також названо астероїд 16953 Безікович.